# Lambert van Tuijl
Lambert van Tuijl (Eindhoven, 28 oktober 1922 – 6 februari 1983) was een Nederlands voetballer die uitkwam voor EVV Eindhoven.

## Loopbaan

### Beginjaren
Hij was de eerste speler van de kampioensploeg van 1954 die zijn debuut maakte in het eerste elftal van EVV Eindhoven. Hij debuteerde in de uitwedstrijd tegen BVV (0-0) op 11 oktober 1942.
Een jaar later volgde zijn achterneef Frans van Tuijl met wie hij vrijwel zijn gehele carrière samenspeelde in de defensie van EVV Eindhoven.
Lambert van Tuijl moest enkele seizoenen wachten voordat hij een vaste plek kreeg in het elftal. Hij trad in de beginperiode vooral op als vervanger van Piet Giesbers die samen met Toon Schampers vele jaren een verdedigingsduo vormde. In 1947 stopte Giesbers die uitbater was van café de Karseboom, het clublokaal van EVV Eindhoven. In hetzelfde jaar emigreerde Schampers naar Canada. 

### Succesperiode
Lambert van Tuijl kreeg zijn kans en werd de vaste rechtsback. Hij maakte de succesperiode in de jaren vijftig mee met drie kampioenschappen op rij in de Eerste klasse in 1953, 1954 en 1955. Het landskampioenschap van 1954 was het hoogtepunt uit de clubhistorie.
Vlak daarna werd in Nederland het beroepsvoetbal ingevoerd en het kampioenselftal viel langzaamaan uit elkaar. Hij maakte de overgang naar het profvoetbal mee en speelde nog twee seizoenen. Hij werkte daarnaast als brandstoffenhandelaar in Stratum.
In 1956 vlak voor de komst van de Eredivisie stopte hij op 33-jarige leeftijd. Hij speelde 200 competitieduels voor EVV Eindhoven en overleed in 1983 op 60-jarige leeftijd.

## Clubstatistieken
| Seizoen         | Club            | Land            | Competitie                   | Competitie      | Competitie      | Beker           | Beker           | Internationaal  | Internationaal  | Overig          | Overig          | Totaal          | Totaal          |
| Seizoen         | Club            | Land            | Competitie                   | Wed.            | Dlp.            | Wed.            | Dlp.            | Wed.            | Dlp.            | Wed.            | Dlp.            | Wed.            | Dlp.            |
| --------------- | --------------- | --------------- | ---------------------------- | --------------- | --------------- | --------------- | --------------- | --------------- | --------------- | --------------- | --------------- | --------------- | --------------- |
| 1942/43         | EVV Eindhoven   | Nederland       | Eerste klasse Zuid           | 2               | 0               | –               | –               | –               | –               | –               | –               | 2               | 0               |
| 1943/44         | EVV Eindhoven   | Nederland       | Eerste klasse Zuid           | 12              | 0               | –               | –               | –               | –               | –               | –               | 12              | 0               |
| 1944/45         | Geen competitie | Geen competitie | Geen competitie              | Geen competitie | Geen competitie | Geen competitie | Geen competitie | Geen competitie | Geen competitie | Geen competitie | Geen competitie | Geen competitie | Geen competitie |
| 1945/46         | EVV Eindhoven   | Nederland       | Eerste klasse Zuid I         | 0               | 0               | –               | –               | –               | –               | –               | –               | 0               | 0               |
| 1946/47         | EVV Eindhoven   | Nederland       | Eerste klasse Zuid II        | 1               | 0               | –               | –               | –               | –               | –               | –               | 1               | 0               |
| 1947/48         | EVV Eindhoven   | Nederland       | Eerste klasse Zuid I         | 10              | 0               | –               | –               | –               | –               | –               | –               | 10              | 0               |
| 1948/49         | EVV Eindhoven   | Nederland       | Eerste klasse Zuid II        | 19              | 0               | –               | –               | –               | –               | –               | –               | 19              | 0               |
| 1949/50         | EVV Eindhoven   | Nederland       | Eerste klasse Zuid II        | 17              | 0               | –               | –               | –               | –               | –               | –               | 17              | 0               |
| 1950/51         | EVV Eindhoven   | Nederland       | Eerste klasse E              | 21              | 0               | –               | 0               | 0               | 0               | 0               | 0               | 21              | 0               |
| 1951/52         | EVV Eindhoven   | Nederland       | Eerste klasse C              | 26              | 0               | –               | 0               | 0               | 0               | 0               | 0               | 26              | 0               |
| 1952/53         | EVV Eindhoven   | Nederland       | Eerste klasse D              | 26              | 0               | –               | 0               | 0               | 0               | 8               | 0               | 34              | 0               |
| 1953/54         | EVV Eindhoven   | Nederland       | Eerste klasse D              | 26              | 0               | –               | 0               | 0               | 0               | 6               | 0               | 32              | 0               |
| 1954/55         | EVV Eindhoven   | Nederland       | Eerste klasse D (afgebroken) | 6               | 0               | –               | –               | 0               | 0               | 0               | 0               | 6               | 0               |
| 1954/55         | EVV Eindhoven   | Nederland       | Eerste klasse D              | 20              | 0               | –               | –               | 0               | 0               | 6               | 0               | 26              | 0               |
| 1955/56         | EVV Eindhoven   | Nederland       | Hoofdklasse A                | 14              | 0               | –               | –               | 0               | 0               | 0               | 0               | 14              | 0               |
| Carrière totaal | Carrière totaal | Carrière totaal | Carrière totaal              | 200             | 0               | –               | 0               | –               | –               | 20              | 0               | 220             | 0               |